# Euploea noblei
Euploea noblei är en fjärilsart som beskrevs av Swinhoe 1916. Euploea noblei ingår i släktet Euploea och familjen praktfjärilar. Inga underarter finns listade i Catalogue of Life.